# Ficzere László
Ficzere László (Miskolc, 1910. február 28. – Miskolc, 1967. május 13.) magyar festőművész. Miskolcon alkotott.

## Élete, munkássága
Ficzere László apja, Ficzere Mihály, mozdonyfűtő volt a Magyar Királyi Államvasutaknál, anyja Salamon Gizella. A házaspár öt gyermeket nevelt, László volt a legidősebb. Elemi iskolai tanulmányait – apja szolgálati helyétől függően – Miskolcon és Kassán végezte. Sokoldalú tehetség volt: birkózott, korcsolyázott, fuvolázott a MÁV Szimfonikus Zenekarban és – természetesen – rajzolt. Országos középiskolai rajzversenyeken szerepelt sikeresen, igazgatója (Cseh Gusztáv, II. sz. Fiú Polgári Iskola) a művészeti pályát ajánlotta neki, de szülei inkább a biztos kenyérkereső foglalkozás, a vasutasság felé terelték. Géplakatosságot tanult, majd a vasútnál helyezkedett el. Ekkoriban hunyt el apja, így korán vált családfenntartóvá.
A MÁV megbecsülte Ficzere munkáját, a festészet iránti érdeklődése ennek ellenére csöppet sem szűnt – miközben vasutas munkáját is szerette (mozdonyvezető, majd „fővasúti gőzmozdonyvezető” lett). Vasutas lévén, könnyedén jutott el a fontos képzőművészeti kiállításokra, majd kapcsolatba került a miskolci Szabad rajz és festőiskolával, az azt vezető Balogh József festőművésszel. Később a Képzőművészeti Főiskola miskolci művésztelep munkájába kapcsolódott be, amit Benkhard Ágost és Burghardt Rezső vezettek. 1941-ben, Bánrévén ismerkedett meg Burány Klárával, aki később felesége és egész életében támogató társa lett.
A második világháborút követően, a háborús szörnyűségek megélése után kezdett minden szabadidejében festészettel foglalkozni. Sokat olvasott, albumokat lapozgatott, szobrokat mintázott, a Miskolcra hazakerült Várady Sándor szabadiskolájába járt. „A 12–24 órás mellett több időm adódott, hogy a képzőművészetet gyakorolhassam” – írta, miután a MÁV-nál ismét előre lépett: mozdonyfelvigyázó lett. A Miskolci Képzőművészeti Szabadiskola munkájába később több más művész is bekapcsolódott: Döbröczöni Kálmán, Imreh Zsigmond, Fekete Géza és mások. Az iskolának két osztálya volt, összesen 54 hallgatóval. A hallgatók munkájából, a Korona Szállóban rendezett kiállításon Ficzere László tizenöt alkotással volt jelen, ami kvalitását és megbecsültségét jelezte. A második év után a hallgatók „kijárták” az iskolát, ám ők továbbra is szervezett formában akartak foglalkozni a festészettel. Ezért – a társai körében tekintélynek számító – Ficzere vezetésével megalapították a Vasutas Képzőművészeti Kört, aminek a vezetésére Döbröczöni Kálmánt hívták meg.
Ficzere László 1950-ben már kiállított a Műcsarnokban, az I. Magyar Képzőművészeti Kiállításon, ahol Borsod megyét két tanára, Döbröczöni Kálmán és Várady Sándor mellett ő képviselte. Az első Kossuth-díjas vasutasok (Élmunkások) című realista festményén kollégáját, Tóth III. János mozdonyvezetőt festette meg, Kertész András és Lokker Antal mozdonyfűtők társaságában. Ficzere még messze nem találta meg saját kifejezésmódját, a festmény a korszak kultúrpolitikai követelményeinek felelt meg. Az azonban nyilvánvaló volt, hogy Ficzere László nem egy műkedvelő festő, hanem saját, szigorú értékrenddel rendelkező festőművész, aki egyébként vasutas – is. Itt kell megjegyeznünk, hogy Ficzere Munkácsy Mihályt tekintette példaképének, kompozíciós elveit, realista stílusát sokáig példaként tekintette. Egy időben még témaválasztásában példaképét követte: édesanyját és feleségét festette meg házimunkájuk végzése közben. Dagasztó asszony című képét megvásárolta a MÁV Budapesti Igazgatósága. Ennek kapcsán írta Pogány Ö. Gábor: „Megemlítendő itt egy Szabadiskola növendék, Ficzere László Dagasztó asszonya, mely a módszeres tanulás után kiművelt jeles adottságoknak sokat ígérő próbája.” Lassan azonban továbblépett Munkácsyn, nem kis részben Csabai Kálmán festőművész segítségével, aki átvette a vasutas kör vezetését.
Ficzere gyors tempóban festette képeit és fejlődött, pedig körülményei – a konyhában festett – nem voltak megfelelőek. Az 1954-ben Budapesten rendezett miskolci festőművészek kiállításán a tíz beválogatott művész között ő is szerepelt. Más művei eljutottak külföldre is, Bécsben például a Képzőművészeti Akadémia rektorának, G. Matejka-Feldennek a kitüntetését nyerte el, majd 1960-ban kapott aranyérmet a Műcsarnokbeli nemzetközi kiállításon. Prágában, Münchenben és Helsinkiben is szerepelt, ahol aranyérmet kapott.

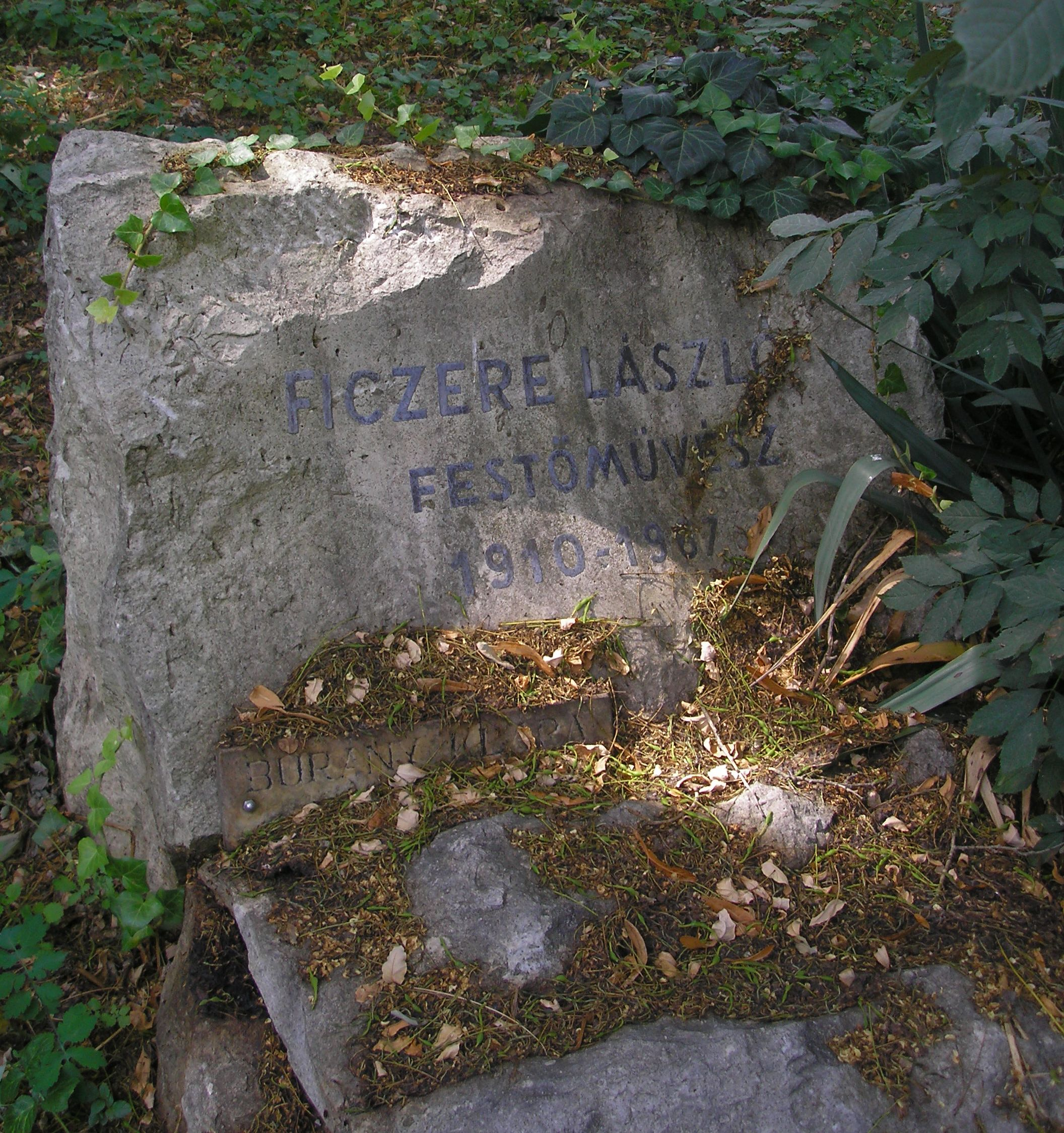
Ficzere László sírja a miskolci Avasi temetőben

Festői arculata az 1950-es évtized végére alakult ki. A Modern Francia Festészeti Kiállításon Picasso művei kétségkívül megragadták figyelmét, az élmény később, 1962 körül jelent meg művészetében. Műtermet kapott a Művésztelep épületében, a vasúttól nyugdíjba vonult, s ezentúl már csak a festészettel foglalkozhatott. Felfedezve Dési Huber István művészetét, rövid idő alatt alakult ki sajátos, síkgeometriai jellegű stílusa. Ez a korszak sok-sok grafikával indult, stíluskísérleteit aztán lassan átültette festészetébe is. Témái, figurái, egyenes vonalakkal határoltak, a vonalak gyakran éles szögben metszik át egymást, sajátos feszültséget teremtve, és ehhez járult még a festményeken alkalmazott élénk kolorit. Témaválasztása változatos volt, a Hirosimára emlékező kép mellett Dózsa Györggyel is foglalkozott, de festett Kubikos és Krumpliszedők című képeket is. Foglalkoztatta az emberi sorsközösségek kérdése (Emberpár, Gond, Öregen, vagy a Bányászok). Csendéleteket, tájképeket is festett. Képeiből sokszor készített sorozatokat: Brutalitás, Kegyetlenség, Szenvedés, Megbékélés. Nagyméretű táblaképeiből 1967-ben rendezett önálló kiállítást a Műcsarnokban – kedvező kritikai visszhanggal. A művésznek ez volt az utolsó kiállítása, még abban az évben elhunyt. A Művészet című folyóiratban egyszerre jelent meg a kiállítást méltató írás és a művészről szóló nekrológ.
Ficzere Lászlónak Erdőbényén van állandó tárlata.

## Egyéni kiállításai
- 1956 – Herman Ottó Múzeum, Miskolc (gyűjteményes)
- 1966 – Szőnyi István Terem, Miskolc
- 1967 – Műcsarnok kamaraterme, Budapest
- 1968 – Miskolci Galéria, Miskolc (emlékkiállítás)
- 1969 – Bányászklub, Edelény (emlékkiállítás)
- 1969 – Tokaj (emlékkiállítás)
- 1973 – Miskolci Galéria, Miskolc (emlékkiállítás)
- 1977 – Herman Ottó Múzeum képtára (emlékkiállítás)

## Válogatott csoportos kiállításai
- 1947 – Alapfokú Képzőművészeti Szabadiskola kiállítása, Korona Szálló, Miskolc
- 1948 – Középfokú Képzőművészeti Szabadiskola kiállítása, Korona Szálló, Miskolc
- 1950 – 1. Magyar Képzőművészeti kiállítás, Műcsarnok, Budapest
- 1950 – Képző- és Iparművészeti Ifjúsági Kiállítás, Nemzeti Szalon, Budapest
- 1950 – Miskolci Képzőművészek Kiállítása, Borsod-Miskolci Múzeum, Miskolc
- 1951 – I. Országos Vasutas Kiállítás, Nemzeti Szalon, Budapest
- 1951 – 2. Magyar Képzőművészeti kiállítás, Műcsarnok, Budapest
- 1952 – Tavaszi Tárlat, Műcsarnok, Budapest
- 1952 – Megyei Képzőművészeti Kiállítás, MSZT Székház, Miskolc
- 1952 – Miskolci Festőművészek Kiállítása, Fényes Adolf Terem, Budapest
- 1953 – A Képzőművészeti Körök Országos kiállítása, Ernst Múzeum, Budapest
- 1954 – A vidéken élő képzőművek kiállítása, Ernst Múzeum, Budapest
- 1955 – 5. megyei kiállítás, Herman Ottó Múzeum, Miskolc
- 1955 – Képző- és Díszítőművészeti Körök IV. Országos Kiállítása, Ernst Múzeum, Budapest
- 1956 – Miskolci Országos Képzőművészeti kiállítás, Herman Ottó Múzeum, Miskolc
- 1957 – Miskolci Országos Grafikai Kiállítás, Déryné Kamaraszínház, Miskolc
- 1958 – Vasutasok Szakszervezete VIII. Országos Képzőművészeti kiállítása
- 1958, 1959, 1960, 1962, 1966 – Miskolci Országos Képzőművészeti kiállítás, Herman Ottó Múzeum, Miskolc
- 1959 – 4. Internationale Kunstausstellung der Eisenbahner, Stadtm., München
- 1959 – A Vasutasok Szakszervezetének IX. Országos Képzőművészeti kiállítása, Budapest
- 1960 – 8. Magyar Képzőművészeti kiállítás, Műcsarnok, Budapest
- 1960 – „Munka Dicsérete” Képzőművészeti Kiállítás, Miskolc
- 1960 – Képző- és Díszítőművészeti Körök IV. Országos Kiállítása, Műcsarnok, Budapest
- 1960 – V. Nemzetközi Vasutas Képzőművészeti kiállítás, Műcsarnok, Budapest
- 1961 – Országos Vasutas Képzőművészeti kiállítás
- 1961 – I. Országos grafikai biennálé, Miskolci Nemzeti Színház, Miskolc
- 1962 – 9. Magyar Képzőművészeti kiállítás, Műcsarnok, Budapest
- 1962 – Megyei Képzőművészeti kiállítás, Sátoraljaújhely
- 1962 – Reutatielaisten vi kansainvalinen taidenayttely, Helsinki
- 1963 – II. Országos grafikai biennálé, Herman Ottó Múzeum, Miskolc
- 1963 – VIII. Miskolci Országos Képzőművészeti kiállítás, Miskolci Galéria, Miskolc
- 1965 – I. Észak-magyarországi Terület Képzőművészeti kiállítás, Salgótarján, Eger, Sátoraljaújhely, Nyíregyháza
- 1965 – Erdőbényei kisgaléria, állandó kiállítás
- 1965 – Szegedi Nyári Tárlat, Szeged
- 1965 – III. Országos grafikai biennále, Miskolci Galéria, Miskolc
- 1967 – IV. Országos grafikai biennále, Miskolci Galéria, Miskolc
- 1968 – 11. Magyar Képzőművészeti kiállítás, Műcsarnok, Budapest
- 1976 – Bányászat a képzőművészetben, Művelődési Ház, Kincsesbánya
- 1977 – Bányászat a képzőművészetben, Oroszlány, Tatabánya, Dorog

## Elismerései
- 1955 – Munka Érdemrend
- 1957 – Ózdi Kohászati Művek díja (megosztva), II. Miskolci Országos Képzőművészeti kiállítás, Miskolc
- 1959 – Oklevél, Bécs
- 1961 – F. I. S. A. I. C. aranyérem, Budapest
- 1962 – SZOT-díj
- 1967 – A Nógrád Megyei Tanács díja